# Tinodes braueri
Tinodes braueri là một loài Trichoptera trong họ Psychomyiidae. Chúng phân bố ở miền Cổ bắc.